# George Boemler

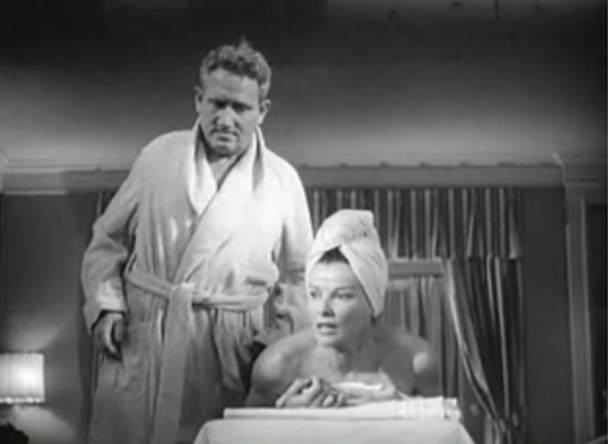
Madame porte la culotte (1949) :
Spencer Tracy et Katharine Hepburn

George Boemler, né le 5 mars 1902 à Kansas City (Missouri), mort le 11 juin 1968 à Los Angeles (Californie), est un monteur américain, membre de l'ACE.

## Biographie
Au cinéma, George Boemler contribue comme monteur à soixante-neuf films américains (surtout au sein de la Metro-Goldwyn-Mayer), le premier étant The Girl Said No de Sam Wood (avec William Haines et Leila Hyams), sorti en 1930. Son dernier film, produit par la 20th Century Fox, est Cinq Semaines en ballon d'Irwin Allen (avec Cedric Hardwicke et Red Buttons), sorti en 1962.
Durant sa carrière, il collabore notamment plusieurs fois avec les réalisateurs George Cukor (ex. : La Femme aux deux visages en 1941, avec Greta Garbo et Melvyn Douglas), Mervyn LeRoy (ex. : La Valse dans l'ombre en 1940, avec Vivien Leigh et Robert Taylor) et Richard Thorpe (ex. : Le Prisonnier de Zenda, version de 1952, avec Stewart Granger et Deborah Kerr).
Citons également Quand la ville dort de John Huston (1950, avec Sterling Hayden et Louis Calhern), Oklahoma ! de Fred Zinnemann (1955, avec Gordon MacRae et Gloria Grahame) et Cette nuit ou jamais de Robert Wise (1957, avec Jean Simmons et Paul Douglas). Oklahoma ! lui vaut en 1956 une nomination à l'Oscar du meilleur montage.
Pour la télévision, George Boemler participe à deux séries, Ben Casey (un épisode diffusé en 1963) et Peyton Place (un épisode diffusé en 1966, moins de deux ans avant sa mort).

## Filmographie partielle

### Cinéma
- 1930 : The Girl Said No de Sam Wood
- 1934 : Hollywood Party d'Allan Dwan, Richard Boleslawski et Roy Rowland
- 1935 : Poursuite (Pursuit) d'Edwin L. Marin
- 1935 : The Perfect Gentleman de Tim Whelan
- 1936 : The Voice of Bugle Ann de Richard Thorpe
- 1936 : Suzy de George Fitzmaurice
- 1937 : Secrets de famille (A Family Affair) de George B. Seitz
- 1938 : Man-Proof de Richard Thorpe
- 1938 : Chasseurs d'accidents (The Chaser) d'Edwin L. Marin
- 1938 : Un conte de Noël (A Christmas Carol) d'Edwin L. Marin
- 1939 : La Belle et la Loi (Within the Law) de Gustav Machatý
- 1939 : On Borrowed Time de Harold S. Bucquet
- 1940 : La Valse dans l'ombre (Waterloo Bridge) de Mervyn LeRoy
- 1940 : Cette femme est mienne (I Take This Woman) de W. S. Van Dyke
- 1940 : Escape de Mervyn LeRoy
- 1941 : La Femme aux deux visages (Two-Faced Woman) de George Cukor
- 1941 : Les Oubliés (Blossoms in the Dust) de Mervyn LeRoy
- 1942 : Carrefours (Crossroads) de Jack Conway
- 1942 : Danse autour de la vie (We Were Dancing) de Robert Z. Leonard
- 1943 : La Parade aux étoiles (Thousands Cheer) de George Sidney
- 1944 : Deux Jeunes Filles et un marin (Two Girls and a Sailor), de Richard Thorpe
- 1944 : Madame Parkington (Mrs. Parkington) de Tay Garnett
- 1944 : Âmes russes (Song of Russia) de Gregory Ratoff et László Benedek
- 1945 : La Princesse et le Groom (Her Highness and the Bellboy) de Richard Thorpe
- 1945 : Frisson d'amour (Thrill of a Romance) de Richard Thorpe
- 1947 : Au carrefour du siècle (The Beginning and the End) de Norman Taurog
- 1948 : Les Trois Mousquetaires (The Three Musketeers) de George Sidney
- 1948 : Tenth Avenue Angel de Roy Rowland
- 1948 : La mariée est folle (The Bride Goes Wild) de Norman Taurog
- 1949 : Madame porte la culotte (Adam's Rib) de George Cukor
- 1949 : Big Jack de Richard Thorpe
- 1950 : Quand la ville dort (The Asphalt Jungle) de John Huston
- 1950 : Kim de Victor Saville
- 1952 : Mademoiselle Gagne-Tout (Pat and Mike) de George Cukor
- 1952 : Ruse d'amour (Love Is Better Than Ever) de Stanley Donen
- 1952 : Le Prisonnier de Zenda (The Prisoner of Zenda) de Richard Thorpe
- 1952 : Miracle à Tunis (The Light Touch) de Richard Brooks
- 1953 : The Actress de George Cukor
- 1953 : Fort Bravo (Escape from Fort Bravo) de John Sturges
- 1953 : Le Cirque infernal (Battle Circus) de Richard Brooks
- 1954 : Les Fils de Mademoiselle (Her Twelve Men) de Robert Z. Leonard
- 1955 : Oklahoma ! de Fred Zinnemann
- 1956 : La Croisée des destins (Bhowani Junction) de George Cukor
- 1956 : Les Grands de ce monde (The Power and the Prize) d'Henry Koster
- 1957 : Cette nuit ou jamais (This Could Be the Night) de Robert Wise
- 1957 : Calomnie (Slander) de Roy Rowland
- 1958 : Désir sous les ormes (Desire Under the Elms) de Delbert Mann
- 1958 : L'Odyssée du sous-marin Nerka (Run Silent, Run Deep) de Robert Wise
- 1958 : Tables séparées (Separate Tables) de Delbert Mann
- 1959 : La Gloire et la Peur (Pork Chop Hill) de Lewis Milestone
- 1960 : Sunrise at Campobello de Vincent J. Donehue
- 1961 : Le Sous-marin de l'apocalypse (Voyage to the Bottom of the Sea) d'Irwin Allen
- 1962 : Cinq Semaines en ballon (Five Weeks in a Balloon) d'Irwin Allen

### Séries télévisées
- 1963 : Ben Casey, saison 3, épisode 15 It Is Getting Dark... And We Are Lost de Leo Penn
- 1966 : Peyton Place, saison 2, épisode 144 (sans titre)

## Distinction
- 1956 : Nomination (partagée avec Gene Ruggiero) à l'Oscar du meilleur montage, pour Oklahoma !